# WrestleMania 33
WrestleMania 33 – gala wrestlingu wyprodukowana przez federację WWE. Była to trzydziesta trzecia gala z cyklu gal WrestleManii. Odbyła się 2 kwietnia 2017 w Camping World Stadium w Orlando na Florydzie. Była drugą galą z cyklu zorganizowaną na tym stadionie (po WrestleManii XXIV z 2008), a także trzecią w tym stanie. Na WrestleManii 33 wystąpili wrestlerzy z brandów Raw i SmackDown. Była to pierwsza WrestleMania od edycji z 2011, na której promowano pojedynki obu rosterów z powodu zakończenia podziału na brandy w sierpniu 2011.
Na gali odbyło się trzynaście pojedynków, w tym trzy podczas pre-show. Była to pierwsza WrestleMania od edycji z 2013, gdzie broniono dwóch światowych mistrzostw federacji (WWE Universal Championship i WWE Championship). W walce wieczoru gali, Roman Reigns pokonał The Undertakera w No Holds Barred matchu, co stanowiło drugą porażkę Undertakera na WrestleManii. Prócz tego Brock Lesnar pokonał Goldberga i zdobył Universal Championship, zaś Randy Orton pokonując Braya Wyatta stał się dziewięciokrotnym WWE Championem. Na gali niezapowiedzianie powrócili The Hardy Boyz, którzy zdobyli WWE Raw Tag Team Championship.
Według WWE na gali zjawiło się 75 245 osób. Jest to kwestionowana liczba tak jak w wypadku zeszłorocznej edycji. The A.V. Club pisze, że "jest to prawie na pewno fałszywa liczba, gdyż WWE buduje reputację poprzez zawyżanie liczby osób na widowni dla celów biznesowych". Publicysta Dave Meltzer stwierdził, że "WWE ponownie zmanipulowało fanów podając fałszywy wynik".

## Produkcja
WrestleMania jest najważniejszym cyklem gal PPV w WWE, nazywa się ją Super Bowlem rozrywki sportowej. 20 lutego 2017 potwierdzono, że grupa The New Day (Big E, Kofi Kingston i Xavier Woods) poprowadzi WrestleManię 33.
Są cztery oficjalne motywy muzyczne gali: piosenka "Greenlight" (w wykonaniu Pitbulla, Flo Ridy i LunchMoney Lewisa), "Like a Champion" (w wykonaniu Danger Twins), "Flame" (w wykonaniu Tinashe) oraz "Am I Savage?" (w wykonaniu Metalliki). Na gali wystąpił Pitbull, Flo Rida i LunchMoney Lewis, którzy wykonali utwory "Greenlight" oraz "Options". Coroczną tradycję odśpiewania "America the Beautiful" tym razem powierzono piosenkarce Tinashe. Pierwsze dwie godziny gali (będące częścią pre-show) były transmitowane w telewizji publicznej na kanale USA Network, a także na Facebooku, Google+, Pinterest i YouTube.
Przed WrestleManią 32 spekulowano o możliwej walce Big Showa z gwiazdą NBA Shaquille O'Nealem. Shaq pojawił się w 2016 André the Giant Memorial battle royalu jako niezapowiadana gwiazda, lecz inni uczestnicy wyeliminowali zarówno jego, jak i Big Showa. W lipcu 2016 podczas 2016 ESPY Awards, Show i O'Neil ponownie się skonfrontowali na czerwonym dywanie; Show zaproponował walkę na WrestleManii 33, którą O'Neil zaakceptował. W styczniu 2017 zaczęli się zaczepiać w mediach społecznościowych by podbudować ewentualną walkę, a także umieszczali nagrania video z treningów przygotowawczych. Pod koniec lutego O'Neil poinformował, że najwyraźniej ich walka się nie odbędzie, lecz wciąż będzie odbywał treningi. Pomimo odbywania rozmów pomiędzy O'Neilem i WWE, federacja umieściła Showa w 2017 André the Giant Memorial battle royalu co oznaczało, że nie zawalczą ze sobą. Według Dave’a Meltzera z Wrestling Observer Newsletter, walka została anulowana ze względów pieniężnych. Big Show stwierdził, że bardzo chciał zawalczyć z O'Neilem ze względu na prawdopodobnie jego ostatni występ na WrestleManii przed przejściem na emeryturę.
Publicysta Dave Meltzer zamieścił w magazynie ze stycznia 2017 informację, że potencjalna walka The Undertakera z Johnem Ceną została anulowana przez Vince’a McMahona, który "miał inną wizję całego show i myślał długofalowo, a nie rozmyślał o bliższej przyszłości".

### Rywalizacje
WrestleMania oferowała walki profesjonalnego wrestlingu z udziałem różnych wrestlerów z istniejących oskryptowanych rywalizacji i storyline’ów, które są kreowane na tygodniówkach Raw, SmackDown Live oraz ekskluzywnej dla dywizji cruiserweight 205 Live. Wrestlerzy są przedstawieni jako heele (negatywni, źli zawodnicy i najczęściej wrogowie publiki) i face’owie (pozytywni, dobrzy i najczęściej ulubieńcy publiki), którzy rywalizują pomiędzy sobą w seriach walk mających budować napięcie. Kulminacją rywalizacji jest walka wrestlerska lub ich seria.

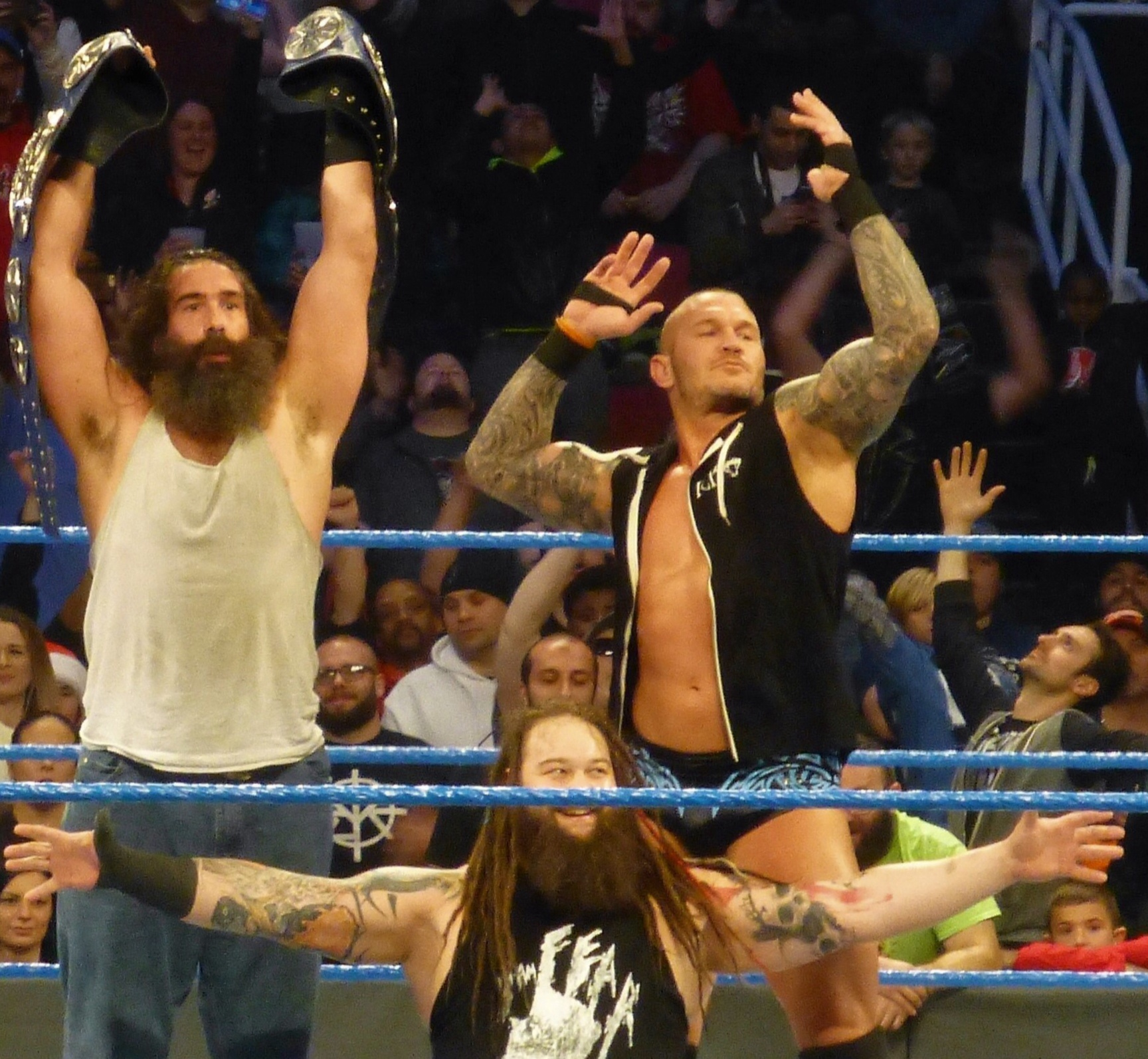
Randy Orton (po prawej) i Bray Wyatt (poniżej), którzy na WrestleManii 33 walczyli o WWE Championship

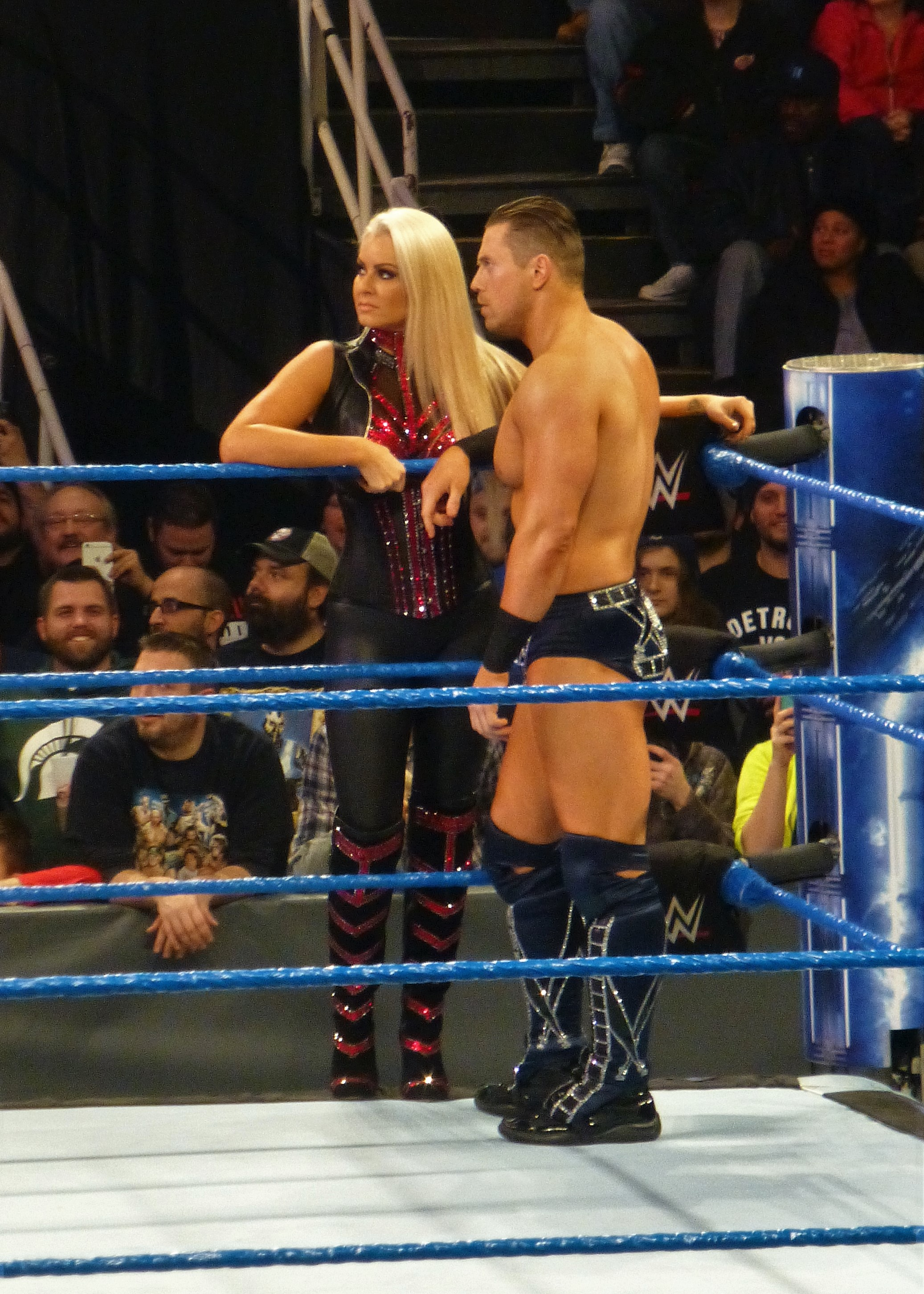
Maryse i The Miz, którzy zawalczyli z Nikki Bellą i Johnem Ceną w mixed tag team match na WrestleManii 33.

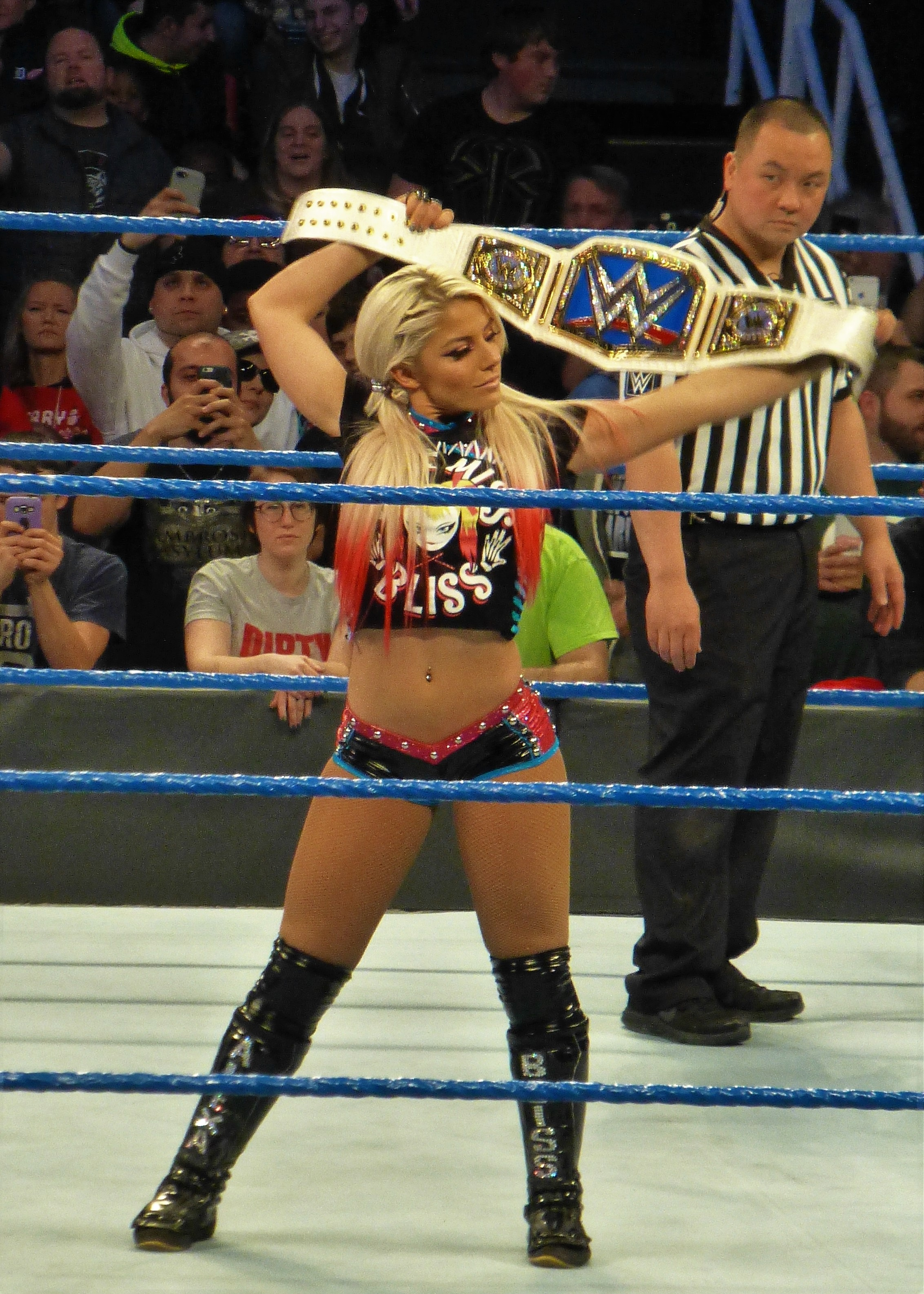
Posiadaczka SmackDown Women’s Championship Alexa Bliss, która musiała bronić tytułu w walce z pięcioma innymi kobietami.

Tradycją WrestleManii jest to, że zwycięzca Royal Rumble matchu otrzymuje możliwość walki o światowe mistrzostwo federacji na gali. Od WrestleManii 33, zwycięzca może zawalczyć o WWE Universal Championship należące do brandu Raw lub o WWE Championship w posiadaniu SmackDown. Pojedynek z tego roku wygrał Randy Orton (po raz drugi w karierze), który będąc członkiem rosteru SmackDown zawalczy z WWE Championem. 31 stycznia podczas odcinka SmackDown Live, Orton wraz z Brayem Wyattem przerwali segment WWE Championa Johna Ceny, który zdobył tytuł 13. raz w karierze na gali Royal Rumble, po czym pokonali Cenę i Luke’a Harpera w tag team matchu. Siedem dni później, Cena pokonał Ortona po interwencji ze strony Harpera. Na gali Elimination Chamber, Orton pokonał Harpera, zaś Bray Wyatt wygrał Elimination Chamber match i stał się nowym posiadaczem WWE Championship. Dwa dni później na SmackDown Live, Wyatt obronił mistrzostwo w walce z Ceną i Stylesem. Po walce pojawił się Orton, który odmówił walki o mistrzostwo na WrestleManii, dopóki posiada je Wyatt. 21 lutego odbył się 10-osobowy Battle Royal wyłaniający nowego pretendenta; walka zakończyła się remisem, gdy Luke Harper i AJ Styles wyeliminowali się z ringu w jednym momencie. Generalny menadżer Daniel Bryan zapowiedział walkę pomiędzy tą dwójką na przyszłotygodniowym epizodzie, gdzie Styles wyszedł zwycięsko. Pod koniec show, Wyatt pojawił się w ringu i ustosunkował do zwycięstwa Stylesa, lecz na ekranach pojawił się Orton, który przebywał w charakterystycznym domku Wyatta i go spalił, po czym stwierdził, że zawalczy z Wyattem na WrestleManii. W ten sposób oficjalnie zakończono współpracę pomiędzy nimi. Daniel Bryan i komisarz SmackDown Shane McMahon zadecydowali, że Orton zmierzy się ze Stylesem 7 marca podczas tygodniówki SmackDown. Orton pokonał Stylesa i stał się ostatecznym pretendentem. Podczas odcinka z 14 marca, Orton stwierdził, że jedyne co mu pozostało, to odebrać WWE Championship od Wyatta. Wyatt pojawił się na telebimie i stwierdził, że pomimo faktu, iż Orton spalił "siostrę Abigail", ta połączyła się z duszą Wyatta. W następnym odcinku, Harper ostrzegł Ortona odnośnie do nowych "mocy" Wyatta, po czym obiecał mu, że pokona go 28 marca na SmackDown Live. Na ostatnim SmackDown Live przed WrestleManią po tym, jak Wyatt pokonał Harpera, na telebimie pokazał się Orton, który stwierdził, że ostatecznie zniszczył "moce siostry Abigail".
Na WrestleManii XX z 2004, Goldberg pokonał Brocka Lesnara w ich pierwszej walce pomiędzy sobą. Po gali obaj opuścili federację, jednakże Lesnar powrócił do niej w 2012, zaś Goldberg cztery lata później. Po powrocie Goldberga powrócono do ich rywalizacji, gdzie na okładce gry WWE 2K17 wystąpił Lesnar, zaś Goldberg był dodawany jako zawartość bonusowa produkcji. Doprowadziło to do walki na gali Survivor Series, w której Goldberg pokonał Lesnara w minutę i dwadzieścia sześć sekund. Dwa miesiące później obaj wzięli udział w Royal Rumble matchu, w którym Lesnar dołączył jako 26. uczestnik i wyeliminował wielu wrestlerów, zaś Goldberg dołączył z numerkiem 28. i szybko wyeliminował Lesnara z ringu; ostatecznie Goldberga wyeliminował The Undertaker. Dobę później podczas tygodniówki Raw, Lesnar i Paul Heyman wyzwali Goldberga do ostatecznej walki na WrestleManii 33. Goldberg pojawił się tydzień później i zgodził się na pojedynek. Tej samej nocy zatwierdzono jego pojedynek z Kevinem Owensem o WWE Universal Championship na gali Fastlane z 5 marca. 20 lutego na epizodzie Raw, Lesnar i Heyman potwierdzili, że jeśli Goldberg wygra Universal Championship, to Lesnar zmierzy się z nim o tytuł na WrestleManii. Na gali Fastlane, Goldberg pokonał Owensa i zdobył Universal Championship, potwierdzając jego walkę z Lesnarem o mistrzostwo. Następnej nocy na Raw, Lesnar skonfrontował się w ringu z Goldbergiem i oferował mu uściśnięcie dłoni, lecz ostatecznie wykonał nowemu mistrzowi F-5. Na finałowym Raw przed WrestleManią, Goldberg i Lesnar po raz ostatni spotkali się w ringu, gdzie Goldberg szybko zainkasował ruch spear na swoim rywalu.

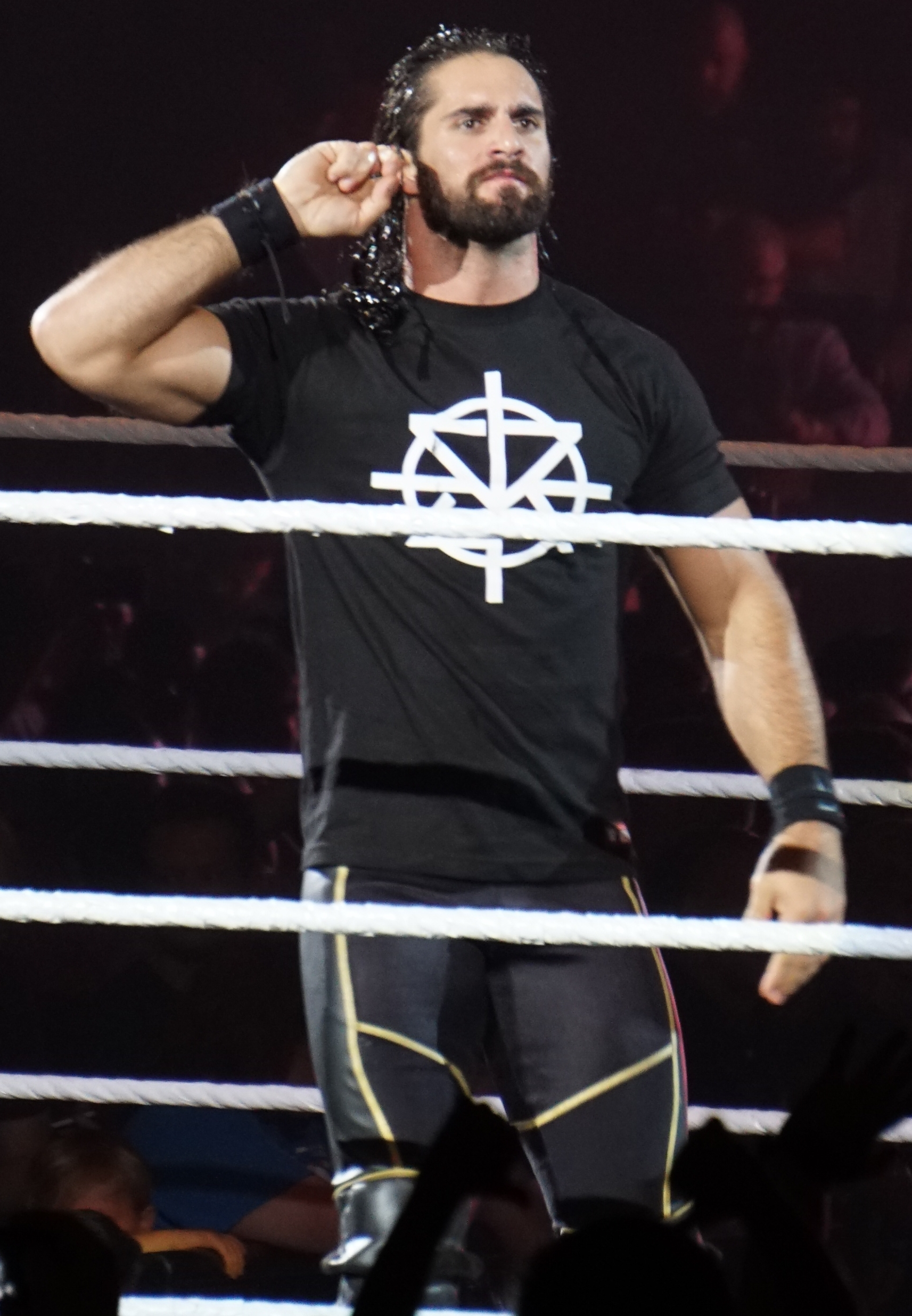
Seth Rollins, który przed walką z Triple H odniósł kontuzję kolana

W 2014 grupa The Shield (Seth Rollins, Dean Ambrose i Roman Reigns) rywalizowali z przywróconą grupą Evolution (Triple H, Randym Ortonem i Batistą). Po kilku porażkach z The Shield, wściekły Batista opuścił WWE, zaś Triple H przedstawił swój "Plan B" – Rollins zdradził współtowarzyszy z The Shield i zaatakował ich krzesełkiem, po czym sprzymierzył się z Triple H i dołączył do grupy The Authority. Rollins odniósł sukces jako zdobywca WWE World Heavyweight Championship (obecne WWE Championship) na WrestleManii 31, lecz w listopadzie 2015 odniósł kontuzję kolana i zawiesił mistrzostwo. Powrócił w połowie 2016 i został przeniesiony do brandu Raw, po czym zawalczył z Finnem Bálorem o nowo-wprowadzone WWE Universal Championship na gali SummerSlam. Pojedynek wygrał Bálor, lecz dzień później zawiesił mistrzostwo. Rollins był częścią Fatal 4-way matchu o zwakowane mistrzostwo, lecz podczas walki powracający Triple H odwrócił się od Rollinsa i wykonał mu Pedigree, dzięki czemu mistrzostwo zdobył Kevin Owens. Rollins nie odniósł się do tego do grudnia; od początku roku zaczął coraz częściej wzywać Triple H do ringu. 23 stycznia 2017 na Raw, podczas walki Rollinsa i Samiego Zayna rozbrzmiała muzyka Triple H, która odwróciła uwagę Rollinsa i spowodowała jego porażkę, wskutek czego nie mógł wystąpić w Royal Rumble matchu. Rollins pojawił się na gali NXT TakeOver: San Antonio i wyzwał swojego byłego mentora do ringu, lecz ten zarządził wyrzucenie go z areny przez ochronę. 30 stycznia na Raw, Triple H pojawił się w ringu i stwierdził, że to co robi Rollins jest jego wielkim błędem. Kiedy do ringu wkroczył Rollins, został on zaatakowany przez debiutującego w głównym rosterze Samoa Joe. Atak Joe ponownie spowodował kontuzję kolana Rollinsa. Sztab medyczny poinformował, że przerwa od występów w ringu będzie trwała sześć do ośmiu tygodni. 27 lutego na Raw, Rollins powiedział fanom, że prawdopodobnie ponownie ominie go WrestleMania. Triple H przerwał jego przemowę i zaradził mu, aby lepiej nie zjawiał się na wydarzeniu. 20 marca na tygodniówce Raw, generalny menadżer Mick Foley został zwolniony za obronę Rollinsa, zaś osobisty terapeuta Rollinsa stwierdził, że nie powinien zawalczyć na WrestleManii. Tej samej nocy, Triple H wyzwał go do non-sanctioned matchu (walki bez dyskwalifikacji), gdzie jeśli doszłoby do pojedynku, Rollins nie mógłby pozwać jego lub WWE za kolejne odniesione szkody. Tydzień później obaj podpisali kontrakt na pojedynek.
Na gali Royal Rumble, The Undertaker był członkiem tytułowego Royal Rumble matchu. Roman Reigns, który przegrał w pojedynku o Universal Championship, dołączył do pojedynku jako 30. uczestnik i wyeliminował Undertakera. 6 marca na Raw, Braun Strowman chciał przywołać Reignsa, lecz do ringu wkroczył Undertaker. Strowman wrócił na zaplecze; gdy 'Taker wychodził z ringu, na arenę wkroczył Roman Reigns. Reigns stwierdził, że ring jest jego podwórkiem. 'Taker, który używał podobnego określenia od lat, wykonał mu ruch Chokeslam. 13 marca potwierdzono, że obaj zmierzą się na WrestleManii. Tej samej nocy na Raw podczas walki Reignsa z Jinderem Mahalem rozbrzmiał gong, który zwrócił uwagę Reignsa, lecz mimo tego odniósł on zwycięstwo. Po walce zawołał do ringu The Undertakera, lecz niespodziewanie wkroczył Shawn Michaels, który chciał ostrzec Reignsa przed "gierkami" 'Takera. Reigns docenił wskazówkę, lecz stwierdził, że będzie chciał wymusić na 'Takerze przejście na emeryturę, tak samo jak 'Taker spowodował przejście na emeryturę Michaelsa na WrestleManii XXVI. 20 marca na Raw podczas wali Reignsa ze Strowmanem pojawił się The Undertaker, który zaatakował Strowmana wykonując mu chokeslam. Kiedy tylko odwrócił się w stronę Reignsa otrzymał od niego spear. Na finałowym Raw przed WrestleManią, Undertaker wygłosił promo w którym stwierdził, że jedynym terenem Reignsa będzie cmentarz, na którym spocznie.

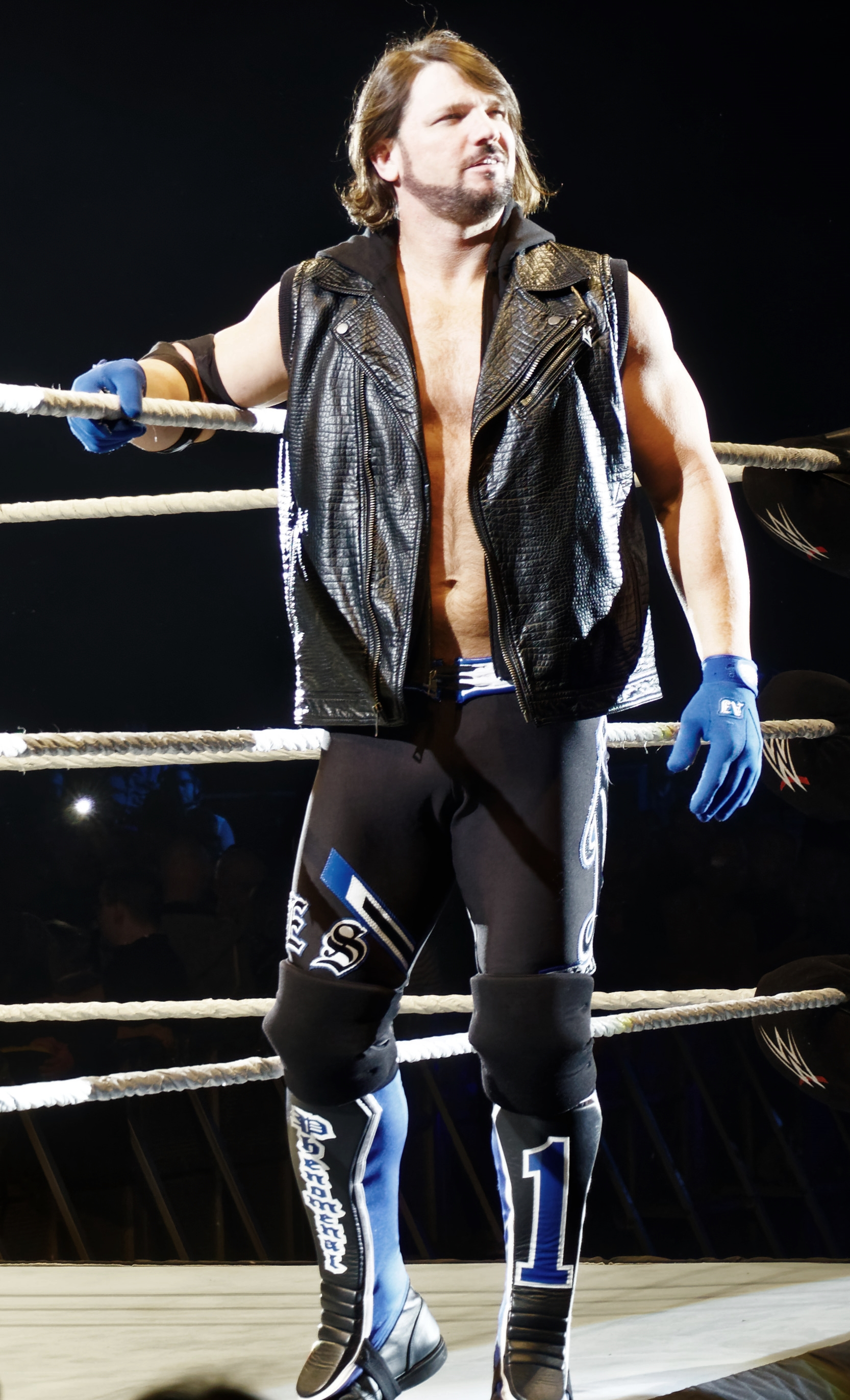
Po nieotrzymaniu walki o WWE Championship na gali, AJ Styles rozpoczął rywalizację z komisarzem SmackDown Shane’em McMahonem i zawalczył z nim na WrestleManii 33.

17 stycznia 2017 podczas SmackDown Live, komisarz brandu Shane McMahon ogłosił, że AJ Styles będzie bronił swojego WWE Championship w Elimination Chamber matchu na tytułowej gali. Styles stracił jednak mistrzostwo na rzeczy Ceny na Royal Rumble. McMahon obiecał Stylesowi, że otrzyma rewanż w singlowej walce, jeżeli nie zdoła odzyskać tytułu na gali Elimination Chamber. Bray Wyatt wyeliminował Cenę i Stylesa, wskutek czego zdobył mistrzostwo. Dwa dni później, zirytowany Styles stwierdził, że to on powinien jako pierwszy otrzymać rewanż. Ostatecznie doszło do walki trzech wrestlerów, podczas której Wyatt obronił tytuł. Randy Orton odmówił walki z Wyattem na WrestleManii, wskutek czego Bryan ogłosił 10-osobowy battle royal. Podczas gdy Styles wciąż nie otrzymał singlowego rewanżu, battle royal zakończył się remisem Stylesa i Luke’a Harpera, którzy w jednym momencie wypadli z ringu. Tydzień później, Styles pokonał Harpera, lecz sędzia nie widział stopy Harpera położonej na linie (oznaczającej przerwanie przypięcia). Do ringu wkroczył Shane, który zresetował walkę, lecz pomimo tego Styles czysto wygrał z Harperem. Tej samej nocy, Orton ogłosił, że zawalczy z Wyattem o WWE Championship na WrestleManii. Dwie godziny później podczas talk-show Talking Smack, Styles nakazał Shane’owi utrzymanie decyzji i pozostawienie jego jako pretendenta. Ostatecznie 7 marca, Shane i Bryan ogłosili, że Styles ponownie zawalczy w walce o miano pretendenta, lecz tym razem z Ortonem; Styles uznał to za konspirację oraz akcję bycia przeciwko niemu. Pojedynek wygrał Orton. Po zakończeniu show, wkurzony Styles pojawił się na zapleczu i skonfrontował się z Shane’em. W następnym tygodniu, Styles pojawił się w garażu, gdzie czekał na przyjazd Shane’a. Kiedy ten wysiadł z samochodu został brutalnie zaatakowany przez Stylesa, między innymi rozbijając szybę samochodu jego głową. Styles został (wedle scenariusza) zwolniony przez Bryana. Mimo tego, pod koniec show pojawił się Shane, który ogłosił, że zawalczy ze Stylesem na WrestleManii. Podczas końcówki przyszłotygodniowego show, Shane i Styles pobili się wokół ringu, zaś Shane wykonał ruch Leap of Faith na Stylesie poprzez skok z górnej liny ringu na stół komentatorski. Na ostatnim SmackDown Live przed WrestleManią podpisali ze sobą kontrakt na walkę.
W 2016, Chris Jericho i Kevin Owens zaczęli współpracować jako drużyna. Między innymi dzięki Jericho, Owens zdobył Universal Championship. Duo było przedstawiane na tygodniówkach jako "najlepsi przyjaciele". Jericho prowadził tzw. "The List of Jericho" (pol. Listę Jericho), w której zapisywał wszystkie osoby, które w jakiś sposób mu zawiniły. Jericho pomógł Owensowi obronić mistrzostwo w walkach z Sethem Rollinsem na gali Clash of Champions i Hell in a Cell. Od listopada rywalizowali z United States Championem Romanem Reignsem, którego Owens pokonał na gali Roadblock: End of the Line, zaś na początku 2017, Jericho pokonał Reignsa i zdobył United States Championship. Na gali Royal Rumble, Owens obronił Universal Championship w walce z Reignsem, mimo że Jericho był zawieszony w klatce nad ringiem. 6 lutego na tygodniówce Raw, Jericho zaakceptował wyzwanie Goldberga na walkę z Owensem na galę Fastlane. Tydzień później, Jericho zorganizował "Festiwal Przyjaźni", podczas którego Owens podarował przyjacielowi prezent, którym była "The List of KO" (pol. Lista Owensa), na której było zapisane nazwisko Chrisa. Następnie Owens brutalnie zaatakował Jericho, wskutek czego Jericho stał się protagonistą. Na gali Fastlane, podczas walki pomiędzy Goldbergiem i Owensem wybrzmiała muzyka Jericho, która odwróciła uwagę Owensa. Mistrz stracił tytuł w 22 sekundy. Następnej noy na Raw, Jericho wyzwał Owensa do walki na WrestleManii, lecz Owens zażądał tytułu United States Championship na szali, na co zgodził się Jericho. 20 marca podczas segmentu Highlight Reel, Jericho przedstawił "prawdziwego Kevina Owensa" – na telebimie wyświetlił zdjęcie Owensa na przełomie wieków, który jako nastolatek był oddanym fanem Chrisa Jericho. Koniec końców Owens podarł "listę Jericho". Na ostatnim Raw przed WrestleManią, Owens zawalczył z Samim Zaynem w no disqualification matchu, gdzie zainterweniowali Samoa Joe (by pomóc Owensowi) i Jericho (by pomóc Zaynowi). Pojedynek wygrał Zayn, zaś po walce Jericho ujawnił nową "listę Jericho", na którą wpisał nazwisko Owensa.
Na gali Elimination Chamber podczas tytułowej walki o WWE Championship, kiedy Baron Corbin stał przed The Mizem, Intercontinental Champion wykorzystał chwilę nieuwagi i przypiął Corbina eliminując go z pojedynku. Wkurzony Corbin powrócił do klatki i wykonał Ambrose’owi End of Days, co spowodowało eliminację Ambrose'a. Na najbliższym SmackDown Live, Ambrose został ponownie zaatakowany przez Corbina przed jego walką z Jamesem Ellsworthem. Ambrose i Corbin wzięli udział w battle royalu wyłaniającym pretendenta do WWE Championship, gdzie powtórzono sytuację, w której Ambrose wyeliminował Corbina, lecz ten zaatakował go i spowodował eliminację mistrza. Przez kolejne tygodnie, Corbin atakował Ambrose'a na zapleczu i stwierdził, że odbierze od niego Intercontinental Championship. 14 marca na tygodniówce SmackDown Live, Corbin wyzwał Ambrose'a do pojedynku o tytuł na WrestleManii, zaś tydzień później posiadacz mistrzostwa przyjął wyzwanie.
Na gali Elimination Chamber, Natalya popchnęła Nikki Bellę na Maryse podczas ich walki na zapleczu. 21 lutego na SmackDown Live, Nikki i Natalya zawalczyły w Falls Count Anywhere matchu, gdzie Natalya ponownie popchnęła Bellę w Maryse. Pod koniec walki, Maryse pobiła Bellę i spowodowała jej porażkę. W walce wieczoru, John Cena wyeliminował The Miza z Battle Royalu, lecz ten wrócił do ringu i nielegalnie wyeliminował Cenę, wykonując drwinę "you can't see me" (pol. nie widzisz mnie). 28 lutego, Cena był gościem segmentu Miz TV, gdzie prowadzący skrytykował Cenę za bycie hipokrytą oraz podążanie śladami The Rocka w celu bycia gwiazdą Hollywood i porzucenia wrestlingu. Miz stwierdził, że pracuje ciężej od Ceny, lecz nie dostaje w zamian tylu szans, co Cena. Stwierdził, że wyeliminował Cenę, aby nie wystąpił w kolejnej walce wieczoru WrestleManii, a także przypomniał fanom, że pokonał Cenę w walce wieczoru WrestleManii 27 o WWE Championship. Dodał, że Cena manipuluje wszystkimi, lecz ten odparł, że gdyby tak było, to żądałby walki z The Undertakerem. Skrytykował Miza za kopiowanie wizerunku i ruchów innych wrestlerów, przez co został spoliczkowany przez Maryse. Do ringu wkroczyła Nikki (prywatnie dziewczyna Ceny) i wspólnie przegonili Maryse oraz Miza. 7 marca na SmackDown Live po tym, jak Cena i Nikki pokonali Jamesa Ellswortha i Carmellę w mixed tag team matchu, The Miz i Maryse zaatakowali parę. Podczas talk-show Talking Smack stwierdzili, że Nikki byłaby nikim bez Ceny, a także, że ich związek jest jedną wielką fikcją. W kolejnym tygodniu podczas specjalnej edycji Miz TV, Miz i Maryse kontynuowali prowokowanie Ceny i Belli. Nikki zażądała walki z Maryse, lecz ostatecznie generalny menadżer Daniel Bryan ogłosił, że Nikki i Cena zawalczą z Mizem i Maryse na WrestleManii (pierwszy pojedynek Maryse od 2011). 21 i 28 marca na odcinkach SmackDown Live, Miz i Maryse pokazali publiczności "niewyemitowane odcinki" reality show Total Bellas, które były parodią ze strony pary. 27 marca, Cena gościł w programie Today, w którym ujawnił, iż gościnnym konferansjerem pojedynku będzie meteorolog Al Roker.
Na gali Roadblock: End of the Line, Charlotte Flair pokonała Sashę Banks i stała się czterokrotną posiadaczką WWE Raw Women’s Championship. Flair rozpoczęła rywalizację z Bayley, którą pokonała miesiąc później na gali Royal Rumble. Następnej nocy na tygodniówce Raw, Bayley przypięła Flair w tag-team matchu, wskutek czego ponownie stała się pretendentką do tytułu. 13 lutego na Raw, po interwencji ze strony Banks, Bayley pokonała Charlotte i stała się nową mistrzynią. W następnym tygodniu, komisarz Raw Stephanie McMahon zachęcała Bayley do zawieszenia tytułu, lecz nowa mistrzyni odmówiła. Na gali Fastlane, Bayley obroniła tytuł, tym samym przełamując pasmo zwycięstw Charlotte w singlowych walkach na galach pay-per-view. 24 godziny później na tygodniówce Raw, Banks zaproponowała Bayley walkę o tytuł na WrestleManii, lecz generalny menadżer Mick Foley ogłosił walkę o miano pretendenckie pomiędzy Banks i Charlotte. McMahon zmieniła plany, gdzie Charlotte została już ogłoszona pretendentką, zaś Banks miała jedynie wywalczyć możliwość bycia kolejną pretendentką. Banks pokonała Bayley, przez co potwierdzono pojedynek trzech kobiet na WrestleManię. W kolejnym tygodniu, Sasha pokonała Danę Brooke. Po walce, mając dość upokorzeń ze strony swojej mentorki, Brooke odwróciła się od Charlotte i zaatakowała ją. 20 marca na Raw, Stephanie McMahon dała Nii Jax szansę na dołączenie do walki na WrestleManii pod warunkiem, że pokona Bayley. Pojedynek odbył się 27 marca i wyszła z niego zwycięsko Jax, tym samym potwierdzając eliminacyjną walkę czterech kobiet.
Podczas pre-show gali Royal Rumble, Luke Gallows i Karl Anderson pokonali Cesaro i Sheamusa zdobywając WWE Raw Tag Team Championship. Cesaro i Sheamus skorzystali z rewanżu 6 lutego na Raw, lecz przegrali po interwencji ze strony Enzo Amore i Big Cassa. 20 lutego na Raw, Enzo i Cass pokonali Cesaro i Sheamusa, przez co stali się pretendentami do tytułów Gallowsa i Andersona. Na gali Fastlane, Gallows i Anderson obronili tytuły. W rewanżu na tygodniówce Raw, Cesaro i Sheamus spowodowali przegraną Enzo i Cassa. 13 marca na Raw, Enzo i Cass zmierzyli się z Cesaro i Sheamusem, gdzie zwycięzcy mieli zawalczyć z mistrzami na WrestleManii 33. Walka zakończyła się bez rezultatu, wskutek czego obie drużyny zostały ogłoszone przeciwnikami Gallowsa i Andersona. 27 marca na Raw, Gallows i Anderson zaatakowali Cesaro i Sheamusa przy użyciu drabin. Próbowali to samo zrobić z Enzo i Cassem, lecz do ringu wkroczyli Cesaro i Sheamus, którzy odwdzięczyli się atakiem tym samym przyrządem. Dobę później ogłoszono, że walka o mistrzostwo trzech drużyn będzie triple threat ladder matchem.
Na gali Elimination Chamber, Naomi pokonała Alexę Bliss i zdobyła WWE SmackDown Women’s Championship, lecz ze względu na odniesienie kontuzji, 21 lutego na SmackDown Live zawiesiła tytuł. Bliss zażądała odzyskania mistrzostwa, lecz generalny menadżer Daniel Bryan wyznaczył pojedynek o mistrzostwo pomiędzy nią oraz Becky Lynch. Tej samej nocy, Bliss pokonała Lynch i stała się nową dwukrotną mistrzynią. W następnym tygodniu swoją chęć bycia pretendentką wyraziła Natalya. 7 marca na tygodniówce SmackDown Live, Bryan ogłosił, że skoro Bliss uważa się za najlepszą wrestlerkę, to zawalczy ze wszystkimi dostępnymi kobietami rosteru SmackDown w nieokreślonej walce. W następnym tygodniu ogłoszono pierwsze rywalki Bliss: Natalyę, Mickie James, Becky Lynch oraz Carmellę. Tej samej nocy, Lynch pokonała Natalyę, lecz po walce obie zostały zaatakowane przez Carmellę. W kolejnej walce, James pokonała Bliss. 21 marca na SmackDown Live, Natalya zainterweniowała w pojedynku Lynch i Carmelli. Do ringu wkroczyły również James i Bliss, co przerodziło się w bijatykę, z której zwycięsko wyszła mistrzyni. Podczas ostatniego odcinka SmackDown Live przed WrestleManią, Carmella ponownie zawalczyła z Lynch, lecz ponownie wywiązała się bijatyka kobiet. Do ringu wkroczyła powracająca Naomi, która stała się ostatnią kobietą dołączającą do pojedynku six-pack challenge o mistrzostwo.
Na gali Fastlane, Neville obronił WWE Cruiserweight Championship pokonując Gentlemana Jacka Gallaghera. 13 marca na Raw został ogłoszony Fatal 5-Way Elimination match, który odbył się na następnej tygodniówce 205 Live. Austin Aries pokonał T.J. Perkinsa, Tony’ego Nese’a, Akirę Tozawę i The Briana Kendricka, stając się pretendentem na WrestleManię. 28 marca pojedynek został przesunięty do części pre-show. Przez kolejne odcinki Raw i 205 Live, Aries i Neville naprzemiennie przekomarzali się na temat tego kto jest lepszym zawodnikiem dywizji cruiserweight.
7 marca na odcinku SmackDown, Mojo Rawley ogłosił się pierwszym członkiem corocznego André the Giant Memorial Battle Royalu. Tej samej nocy podczas Talking Smack, Apollo Crews ogłosił, że zawalczy w pojedynku. 13 marca na Raw po tym, jak potencjalna walka z Shaquille O'Neilem została anulowana, Big Show również dołączył do składu battle royalu. Na najbliższym SmackDown Live, Curt Hawkins ogłosił swoje uczestnictwo. 27 marca na Raw potwierdzono udział Brauna Strowmana, The Golden Truth (Goldusta i R-Trutha), The Shining Stars (Primo i Epico), Curtisa Axela, Bo Dallasa i Jindera Mahala. Tej samej nocy, Zayn pokonał Kevina Owensa w no disqualification matchu i zakwalifikował się do pojedynku. Potwierdzono również, że walka odbędzie się w części pre-show. Dobę później na SmackDown Live potwierdzono udział kolejnych zawodników: Heatha Slatera, Rhyno, American Alpha (Chada Gable'a i Jasona Jordana), Breezango (Tylera Breeze'a i Fandango), Dolpha Zigglera i posiadaczy WWE SmackDown Tag Team Championship The Usos (Jeya i Jimmy’ego Uso). Na grafikach przedstawionych na tym show wystąpili również Mark Henry, Sin Cara, Kalisto, Titus O'Neil, The Ascension (Konnor i Viktor) oraz The Vaudevillains (Aiden English i Simon Gotch). 30 marca zostało potwierdzone, że członek rosteru NXT i pierwszy chiński rekruta federacji Tian Bing wystąpi w pojedynku.

## Recenzje i opinie
WrestleMania 33 otrzymała mieszane opinie od krytyków i fanów. Matt Geradi i Kevin Pang ze strony The A.V. Club wspólnie oceniali przebieg gali. Pang skrytykował WWE za przesadną długość gali, minimum niespodzianek oraz brak kandydatów na walki roku. Geradi stwierdził, że gala przekroczyła jego oczekiwania i scenariusze przebiegły prawidłowo, lecz również negatywnie spojrzał na ilość pojedynków. Wspólnie zgodzili się, że wszystko zostało przyćmione przez koniec kariery The Undertakera; walka wieczoru była "smutna". Przyrównując to do "poruszającego i pamiętliwego końca kariery Rica Flaira przez Shawna Michaelsa na WrestleManii XXIV", zakończenie kariery 'Takera przez Romana Reignsa było przepełnione niedowierzaniem i złością. Odnośnie do innych walk, Pang stwierdził, że pojedynek Aries-Neville był "najlepszym technicznym pojedynkiem na gali", zaś Jericho-Owens dobrze opowiadało historię pomiędzy dwoma wrestlerami.
Dave Meltzer z Wrestling Observer Newsletter ocenił WrestleManię 33 jako "długą, ale zawierającą wiele momentów". Meltzer stwierdził, że pomimo zmęczenia publiki po walce wieczoru, WWE "ponownie ściszyło negatywne reakcje publiki na Reignsa". Meltzer spodziewał się tak krótkiej walki o Universal Championship, podczas której utrzymywano cały czas tempo i skutkowało to pobudzeniem publiki. Pochwalił Shane’a McMahona podczas jego walki z AJ Stylesem, podczas której "Shane pokazał się jako prawdziwy wojownik i jako nie-wrestler wystąpił zaskakująco dobrze". Negatywnie ocenił pojedynek Ambrose'a i Corbina, od którego "można było się więcej spodziewać jako walki w karcie WrestleManii"; walka kobiet rosteru Raw była "krótka jak na pojedynek eliminacyjny", zaś pojedynek tag-teamów rosteru Raw "nie był dobry jak inne ladder matche na WrestleManii, lecz publika oszalała na punkcie powrotu The Hardy Boyz". Pomimo rzekomego przyciszenia reakcji publiki przy oświadczynach Ceny, Meltzer pozytywnie spojrzał na ten segment. Wygraną Mojo Rawleya określił jako "jedynie promocję Roba Gronkowskiego".

## Wyniki walk
| Nr                                                                   | Wyniki | Stypulacje                                                        | Czas  |
| -------------------------------------------------------------------- | --- | ----------------------------------------------------------------- | ----- |
| 1P                                                                   | Neville (c) pokonał Austina Ariesa                                                                                               | Singles match o WWE Cruiserweight Championship                    | 15:40 |
| 2P                                                                   | Mojo Rawley wygrał eliminując jako ostatniego Jindera Mahala                                                                     | 33-osobowy Battle Royal o trofeum André the Giant Memorial Trophy | 14:07 |
| 3P                                                                   | Dean Ambrose (c) pokonał Barona Corbina                                                                                          | Singles match o WWE Intercontinental Championship                 | 10:55 |
| 4                                                                    | AJ Styles pokonał Shane’a McMahona                                                                                               | Singles match                                                     | 20:09 |
| 5                                                                    | Kevin Owens pokonał Chrisa Jericho (c)                                                                                           | Singles match o WWE United States Championship                    | 16:20 |
| 6                                                                    | Bayley (c) pokonała Charlotte Flair, Sashę Banks i Nię Jax                                                                       | Fatal 4-Way Elimination match o WWE Raw Women’s Championship      | 12:08 |
| 7                                                                    | The Hardy Boyz (Matt i Jeff Hardy) pokonali Luke’a Gallowsa i Karla Andersona (c), Enzo Amore i Big Cassa oraz Cesaro i Sheamusa | Fatal 4-Way Tag Team Ladder match o WWE Raw Tag Team Championship | 11:05 |
| 8                                                                    | John Cena i Nikki Bella pokonali The Miza i Maryse                                                                               | Mixed Tag Team match                                              | 9:40  |
| 9                                                                    | Seth Rollins pokonał Triple H (ze Stephanie McMahon)                                                                             | Non-Sanctioned match                                              | 25:30 |
| 10                                                                   | Randy Orton pokonał Braya Wyatta (c)                                                                                             | Singles match o WWE Championship                                  | 10:30 |
| 11                                                                   | Brock Lesnar (z Paulem Heymanem) pokonał Goldberga (c)                                                                           | Singles match o WWE Universal Championship                        | 4:45  |
| 12                                                                   | Naomi pokonała Alexę Bliss (c), Becky Lynch, Natalyę, Mickie James i Carmellę (z Jamesem Ellsworthem)                            | Six-Pack Challenge o WWE SmackDown Women’s Championship           | 5:35  |
| 13                                                                   | Roman Reigns pokonał The Undertakera                                                                                             | No Holds Barred match                                             | 23:00 |
| (c) – mistrz/mistrzyni przed walkąP – walka miała miejsce w pre-show | |                                                                   |       |

### Fatal 4-Way Elimination match o Raw Women’s Championship
| Nr. eliminacji | Wrestlerka      | Wyeliminowana przez                   | Metoda eliminacji                              | Czas  |
| -------------- | --------------- | ------------------------------------- | ---------------------------------------------- | ----- |
| 1              | Nia Jax         | Bayley, Charlotte Flair i Sashę Banks | Przypięta po otrzymaniu Triple Powerbomb       | 4:15  |
| 2              | Sasha Banks     | Charlotte Flair                       | Przypięta po uderzeniu w odsłonięty turnbuckle | 8:30  |
| 3              | Charlotte Flair | Bayley                                | Przypięta po otrzymaniu Diving elbow drop      | 12:45 |
| Zwyciężczyni   | Bayley (c)      | —                                     | —                                              | 12:45 |

## Wydarzenia po gali

### Raw
Dobę po WrestleManii na pierwszej tygodniówce Raw, galę otworzył Roman Reigns. Otrzymał on w pełni negatywną reakcję od fanów, gdzie przez dziesięć minut fani skandowali "Delete", "Fuck you, Roman", "You suck", "Asshole", "Roman sucks", "Shut the fuck up" oraz "Go away". Reigns wypowiedział jedynie słowa "This is my yard now!" (pol. "To teraz moje podwórko"), po czym wyszedł z ringu. Potwierdziło to spekulacje na temat ostatniej walki The Undertakera.
Luke Gallows i Karl Anderson zawalczyli w rewanżu o Raw Tag Team Championship z The Hardy Boyz, którzy ostatecznie pokonali byłych mistrzów. Prócz tego, Cesaro i Sheamus po pokonaniu Enzo Amore i Big Cassa stali się kolejnymi pretendentami do tytułów. Ze względu na brak walki na WrestleManii i prowadzenie tamtego show, The New Day wyzwało dowolną drużynę do walki na tygodniówce. Na wyzwanie odpowiedzieli The Revival (Scott Dawson i Dash Wilder) z rozwojowego brandu NXT, którzy dołączając do rosteru Raw pokonali The New Day.
W wywiadzie z zaplecza, Chris Jericho poinformował o wykorzystaniu klauzuli rewanżowej o United States Championship na gali Payback. Nim miał wziąć udział w walce wieczoru z Sethem Rollinsem przeciwko Kevinowi Owensowi i Samoa Joe, duo antagonistów zaatakowało Jericho, wskutek czego nie mógł wystąpić na reszcie show. Został zastąpiony przez powracającego Finna Bálora. Rollins i Bálor pokonali Owensa i Joe.
Nowy Universal Champion Brock Lesnar wyszedł do ringu z Paulem Heymanem, gdzie wspólnie celebrowali zwycięstwo nad Goldbergiem i komentowali zwycięstwo Reignsa z Undertakerem – Lesnar i Reigns byli jedynymi wrestlerami, którzy pokonali The Undertakera na WrestleManii. Do ringu wszedł Braun Strowman, który po zakończeniu swojej rywalizacji z Reignsem zapragnął walki z Lesnarem o tytuł. Po zakończeniu tygodniówki odbył się talk show Raw Talk, podczas którego w ringu pojawił się Goldberg. Opowiedział fanom, że jest to jego ostatnia walka na ten moment, lecz nie wyklucza powrotu do ringu w przyszłości.
W dywizji kobiet, Raw Women’s Champion Bayley, Sasha Banks oraz Dana Brooke wspólnie pokonały Charlotte Flair, Nię Jax oraz powracającą Emmę. 4 kwietnia na tygodniówce 205 Live zadebiutował Oney Lorcan, który przegrał z Richem Swannem.
Na tygodniówce pojawił się właściciel WWE Vince McMahon, który zadeklarował, że jego córka i komisarz tygodniówki Stephanie McMahon nie będzie pojawiała się przez następne tygodnie ze względu na kontuzję na WrestleManii. Z powodu zwolnienia poprzedniego generalnego menadżera Raw Micka Foleya, McMahon przedstawił fanom nową osobę dowodzącą, którą był WWE Hall of Famer Kurt Angle. Ogłosił również przyszłotygodniowy draft kryjący się za słowami "Superstar Shakeup".

### SmackDown
Podczas odcinka SmackDown Live z 4 kwietnia, nowy WWE Champion Randy Orton został wyzwany do "House of Horrors" matchu przez Braya Wyatta. Chwilę później zaczęli bijatykę w ringu, podczas której pojawił się powracający Erick Rowan i pomógł Wyattowi. W celu wyrównania sił w ringu pojawił się Luke Harper. Walką wieczoru był tag team match pomiędzy czterema osobami, gdzie Orton i Harper wspólnie pokonali Wyatta i Rowana.
Pomimo porażki na WrestleManii, The Miz oraz Maryse ponownie wyśmiewali Johna Cenę i Nikki Bellę, tym razem z powodu oświadczyn w ringu. Ubrany w ciuchy Johna Ceny, Miz wyśmiał go również za kolejną przerwę od występów w ringu i promowanie się w telewizji i Hollywood. Po ich wystąpieniu od razu pojawił się Shinsuke Nakamura, który oficjalnie dołączył do rosteru SmackDown. Była mistrzyni kobiet SmackDown Alexa Bliss wykorzystała klauzulę rewanżową, lecz przegrała z Naomi.
W walce typu Street Fight, Baron Corbin pokonał w rewanżu Intercontinental Championa Deana Ambrose'a. Curt Hawkins wyzwał dowolną osobę do walki; odpowiedział na nie Tye Dillinger z NXT, który pokonał Hawkinsa i dołączył do brandu SmackDown. Komisarz SmackDown Shane McMahon odniósł się do najbliższego draftu, lecz przerwał mu AJ Styles, który stwierdził, że chce pozostać w rosterze SmackDown. Po chwili obaj uścisnęli dłonie w geście szacunku. 5 kwietnia, Simon Gotch z drużyny The Vaudevillains został zwolniony z WWE.